# Schopfenmühle
Schopfenmühle (auch Vordere Schmölz genannt) ist eine Wüstung auf dem Gemeindegebiet der Stadt Wallenfels im Landkreis Kronach (Oberfranken, Bayern).

## Geographie
Die Einöde lag westlich von Wallenfels auf einer Höhe von 363 m ü. NHN an der Wilden Rodach.

## Geschichte
Gegen Ende des 18. Jahrhunderts gehörte Schopfenmühle zu Wallenfels. Das Hochgericht übte das bambergische Centamt Wallenfels aus. Das Vogteiamt Wallenfels war der Grundherr der Schneidmühle.
Mit dem Gemeindeedikt wurde Schopfenmühle dem 1808 gebildeten Steuerdistrikt Wallenfels und der 1818 gebildeten Ruralgemeinde Wallenfels zugewiesen. 1861 bestand der Ort aus zwei Gebäuden mit 11 Einwohnern. Auf einer topographischen Karte von 1967 war die Mühle noch verzeichnet. Heute steht an ihrer Stelle die Grundschule, die von 1968 bis 1971 nach Plänen des Architekten Franz Neuner errichtet wurde.

## Religion
Der Ort war ursprünglich katholisch und nach St. Thomas (Wallenfels) gepfarrt.